# Ataxia stehliki
Ataxia stehliki är en skalbaggsart som beskrevs av Chemsak 1969. Ataxia stehliki ingår i släktet Ataxia och familjen långhorningar.
Artens utbredningsområde är Kuba. Inga underarter finns listade.